# Гартунг, Джим
Джеймс «Джим» Хартунг (родился 7 июня 1960) — американский гимнаст. Родился в Омахе, штат Небраска.

## Спортивные достижения
Гартунг был членом олимпийской сборной 1980 года, когда США бойкотировали Олимпиаду в Москве. В 1984 году он завоевал золотую медаль олимпийской сборной в командном первенстве на Олимпийских играх в Лос-Анжджелесе .
В 1979 году Гартунг был членом американской сборной, завоевав бронзовую медаль на чемпионате мира в командном первенстве. Он также принимал участие в соревнованиях на Чемпионатах мира по спортивной гимнастике в 1981 году  и в 1983 году.
На  национальном чемпионате по спортивной гимнастике в 1981 году Гартунг выиграл золото. За несколько лет он собрал на соревнованиях 13 золотых медалей на разных снарядах.

## Пост-спортивная карьера
После окончания занятий гимнастикой Гартунг стал работать судьей. С 2006 года он работает ассистентом тренера мужской команды по гимнастике в университете штата Небраска.
Его имя внесено в американский Зал славы гимнастики, как члена олимпийской сборной, завоевавшей золотую медаль в 1984 году. Его имя также внесено в Небраске в университетский Зал славы .